# Junkers Ju 87
Junkers Ju 87 Stuka, tyskt lågvingat stridsflygplan från andra världskriget. Tillverkare var Junkers Flugzeug und Motorwerke AG. 
Framtagandet av Junkers Ju 87 kom till efter att Ernst Udet varit i USA 1931 och där provflugit en Curtiss F6 störtbombare. Han köpte med stöd av den nazistiska regeringen 1933 två flygplan med tanke på att använda dem i sina flyguppvisningar. Tillsammans med Wolfram von Richthofen, utvärderade han flygplanen för Reichsluftfahrtministeriums (RLM) räkning. von Richthofen blev inte övertygad om att störtbombtekniken var en bra lösning för det nya Luftwaffe, men med stöd av Hermann Göring lyckades Udet få möjlighet att driva projektet med störtbombare vidare. En förfrågan sändes 1935 ut till flygindustrin om tillverkning av lämpliga flygplan. Tre fabriker, Arado, Heinkel och Junkers, erbjöd sig att ta fram tvåsitsiga provflygplan för utvärdering. 

## Konstruktion
Konstruktionen av Ju 87 var redan igångsatt 1934 av konstruktören Hermann Pohlmann, som arbetade med en ersättare för Heinkel He 50. Mycket av grundkonstruktionen för Ju 87 hämtades från en tidigare konstruktion Junker K 47. K 47 var en militär version av det civila flygplanet K 48, vilket byggdes hos flera av Junkers filialer utanför Tyskland, däribland AB Flygindustri i Limhamn utanför Malmö. För att Tyskland skulle kunna kringgå bestämmelserna i Versaillefördraget efter första världskriget skedde ombyggnaden av K 48 till K 47 hos AB Flygindustri, där också byggandet av den på K 47 baserade första prototypen av Ju 87, som blev kallad Ju 87 V1 (Versuchsflugzeug 1), skedde. Detta flygplan togs över till Tyskland under 1935 för vidare utveckling. Prototypflygplanet flög den 17 september 1935 med Willi Neuenhofen som testpilot. Flygplanet var utrustat med en Rolls Royce Kestrel-motor eftersom det tänkta motoralternativet Jumo 210 inte fanns tillgängligt. Flygplanet var försett med dubbla fenor på kanterna av stabilisatorn. 24 januari 1936 havererade Neuenhofen under en provdykning. Neuenhofen och en konstruktör omkom vid haveriet.

## Varianter

### Ju 87A

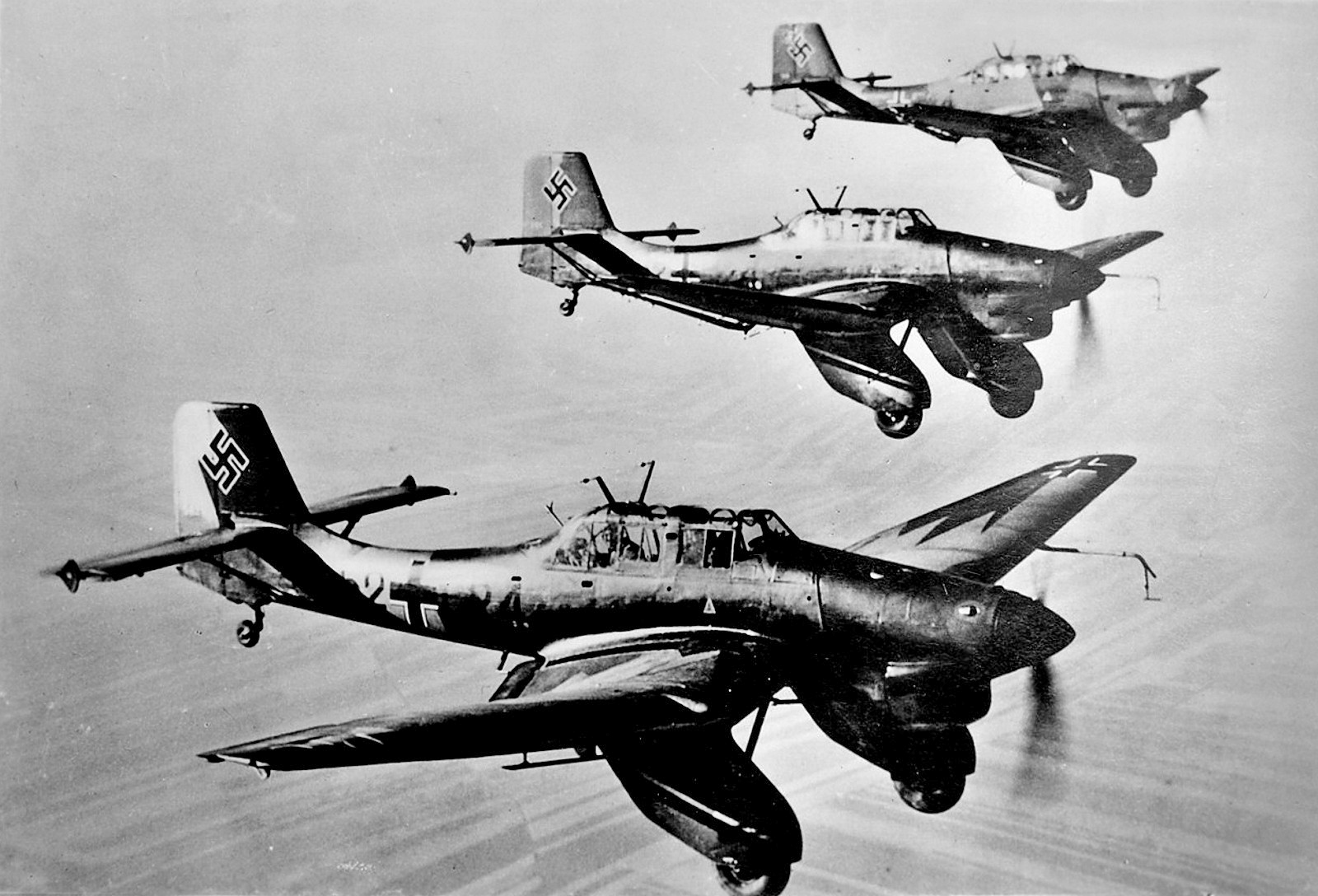
Tre Ju 87A med de typiska stora strumporna på landningsställen.

En månad senare blev det andra provflygplanet klart. Bakpartiet var omkonstruerat med en fena placerad centralt över stabilisatorn som på Ju K 47, samt med den nu tillgängliga Jumo 210-motorn. Ytterligare två provflygplan tillverkades och de utvärderades av Udet under försommaren 1936 tillsammans med Heinkels förslag He 118. Udet förordade ett köp av Heinkel, men efter att han havererade med en He 118 27 juli 1936 ändrade han åsikt och Ju 87 valdes som Luftwaffes nya störtbombare. 
Totalt tillverkades tio Ju 87 i en förserie under hösten 1936, och på våren 1937 startades serietillverkningen av Ju 87A-1. Under hösten 1937 deltog tre Ju 87A-1 i Condorlegionen för att prova flygplanet i strid. 

### Ju 87B

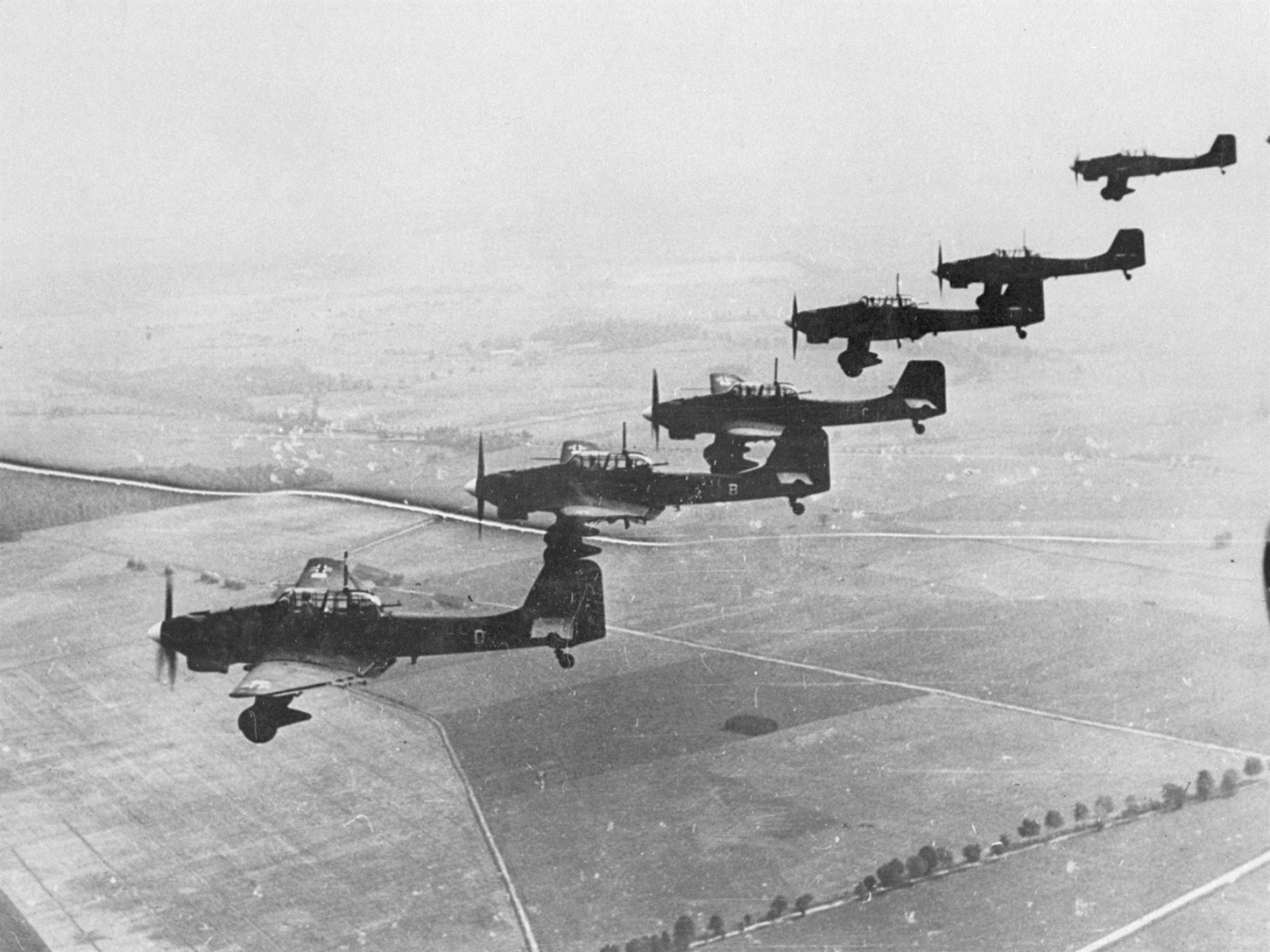
Junkers Ju 87 över Polen 1939.

1938 modifierades flygplanet med en Jumo 211Da-motor samt mindre ändringar av flygplanskroppen och vingarna. Flera olika varianter konstruerades för att flygplanet skulle kunna utföra olika uppgifter. Ju 87B-2/U2 utrustades med förstärkt pansar mot markeldgivning, medan Ju 87B-2/U4 försågs med skidor för landning på snö. En luftdriven siren monterades dessutom på landställen.

### Ju 87R
En version av Ju 87B med längre räckvidd togs fram med beteckningen Ju 87R. Versionens primära användningsområdet var att användas mot fartygsmål. Ju 87R hade samma flygkropp och vingar som Ju 87B förutom större oljetank för motorn och bränsleledningar till vingbalkarna för att kunna bära två 300 liters fälltankar. Med fälltankarna ökade bränslekapaciteten till totalt 1080 liter (500 liter i huvudtanken, varav 480 liter var användbart, samt 600 liter i fälltankarna). Med fälltankar begränsades bomblasten till en 250 kg bomb.

### Ju 87C
Den 18 augusti 1937 beställde RLM versionen Ju 87C som var tänkt att användas ombord på hangarfartyget Graf Zeppelin som beställdes 1935. Versionen byggde på Ju 87B-1 men med fällbara vingar, stjärtkrok och landningsställ som kunde skjutas loss vid nödlandning i vatten. Med hjälp av uppblåsbara luftkuddar, två på 750 liter i vardera vingen och två på 500 liter i flygkroppen, skulle ett nödlandat plan kunna hålla sig flytande i tre dagar i lugn sjö. Den första prototypen Ju 87 V10 färdigställdes i mars 1938 och flög för första gången den 17 mars. Den första prototypen saknade fällbara vingar med en andra prototyp Ju 87 V11 med fällbara vingar färdigställdes i maj samman år. Efter ett intensivt provprogram där landning med stjärtkrok och bromsvajer provades ut så beställdes 120 stycken Ju 87C-1 som skulle produceras av Weser Flugzeugbau mellan april och juli 1940. När byggnadsarbetet på Graf Zeppelin avbröts så ströks beställningen på Ju 87C-1.

### Ju 87D
Under Slaget om Storbritannien visade sig flygplanet var för långsamt och ett lätt mål för de engelska jaktplanen, varför en total omkonstruktion av Ju 87 inleddes. Flygplanskroppen gavs en bättre aerodynamisk utformning samt en nykonstruerad cockpithuv. Även motorutrustningen sågs över och planet försågs med den starkare Jumo 211J-motorn. Flygplanet blev bättre skyddat med pansarplåt och klarade även högre G-krafter. Ytterligare förbättringar infördes men RLM ansåg att typen inte längre var en militärnödvändig konstruktion varför tillverkningen upphörde 1944.

### Ju 87G

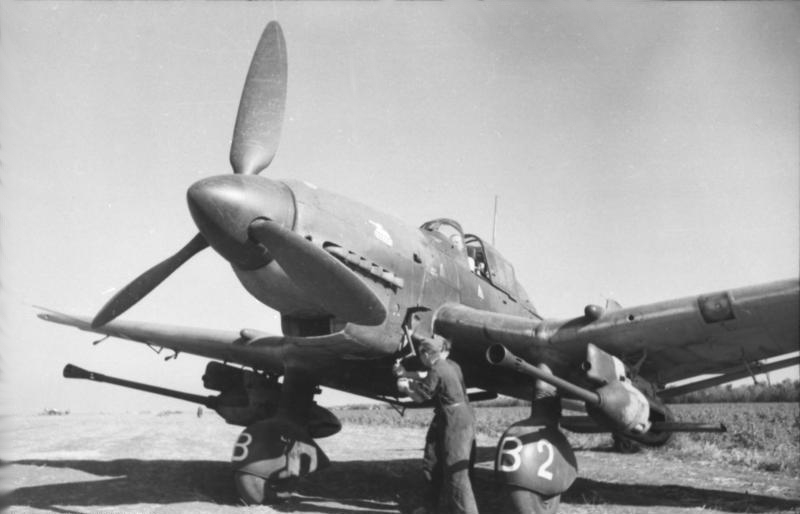
Junkers Ju 87 G på östfronten

Ett antal Ju 87D konverterades för pansarbekämpning försedda med två BK 37 automatkanoner och dessa användes främst på östfronten. En handfull Ju 87G sattes in under Slaget vid Kursk under ledning av Hans-Ulrich Rudel.
Eftersom Ju 87 inte längre klarade att lösa de nya kraven som ställdes vid fronttjänst, startade Junkers en helt ny konstruktion 1942 - Junkers Ju 187 som var försett med nykonstruerade vingar och infällbart landställ. Maxfarten skulle bli ca 100 km/h högre och lastförmågan skulle öka med ca 2 000 kg. RLM var inte intresserat och projektet lades ner 1943.
Några exemplar av Ju 87 tillverkades för andra länder. Japan och Ungern köpte vardera två exemplar. Under krigets gång överfördes exemplar även till allierade länders flygvapen. Bulgarien, Italien, Kroatien, Rumänien, Slovakien och Ungern erhöll alla Ju 87. Som enda flygvapen efter andra världskriget anskaffade Tjeckoslovakien Ju 87 och gav dem benämningen B37. 
Totalt tillverkades 6 513 Ju 87 i 28 varianter.

## Data
| Flygplansvarianter        | Flygplansvarianter                             | Flygplansvarianter                             | Flygplansvarianter                                                                                       | Flygplansvarianter                                             |
| ------------------------- | ---------------------------------------------- | ---------------------------------------------- | --- | -------------------------------------------------------------- |
|                           | Ju 87A                                         | Ju 87B                                         | Ju 87D                                                                                                   | Ju 87G                                                         |
| Typ                       | Störtbombare                                   | Störtbombare                                   | Störtbombare                                                                                             | pansarvärn                                                     |
| Besättning                | 2                                              | 2                                              | 2 | 2                                                              |
| Första flygning           |                                                |                                                | |                                                                |
| I aktiv tjänst            | 1936-38                                        | 1938-41                                        | 1941-44                                                                                                  | ombyggd Ju 87D                                                 |
| Varianter                 |                                                |                                                | |                                                                |
| Tillverkare               | Junkers                                        | Junkers                                        | Junkers                                                                                                  | Junkers                                                        |
| Generella egenskaper      |                                                |                                                | |                                                                |
| Längd                     | 10,8 m                                         | 11,1 m                                         | 11,1 m                                                                                                   | 11,1 m                                                         |
| Vingbredd                 | 13,8 m                                         | 13,8 m                                         | 13,8 m                                                                                                   | 13,8 m                                                         |
| Höjd                      | 3,90 m                                         | 3,9 m                                          | 3,9 m | 3,9 m                                                          |
| Vingyta                   | 31,90 m²                                       | 31,9 m²                                        | 31,9 m²                                                                                                  | 31,9 m²                                                        |
| Tomvikt                   | 2 273 kg                                       | 2 760 kg                                       | 2 810 kg                                                                                                 | 3 600 kg                                                       |
| Lastförmåga               |                                                |                                                | |                                                                |
| Maximal startvikt         | 3 324 kg                                       | 4 400 kg                                       | 5 720 kg                                                                                                 | 5 100 kg                                                       |
| Motor                     | Junkers Jumo 210A                              | Junkers Jumo 211D                              | Junkers Jumo 211J-1 12 cylindrar                                                                         | Junkers Jumo 211J                                              |
| Motorstyrka               | 530 kW (720 hk)                                | 883 kW (1 200 hk)                              | 1 037 kW (1 410 hk)                                                                                      | 1 037 kW (1 410 hk)                                            |
| Prestanda                 |                                                |                                                | |                                                                |
| Maximal hastighet         | 310 km/h                                       | 340 km/h                                       | 354 km/h                                                                                                 | 344 km/h                                                       |
| Räckvidd vid maximal vikt | 800 km                                         | 600 km                                         | 1 165 km                                                                                                 | 1 000 km                                                       |
| Transporträckvidd         |                                                |                                                | |                                                                |
| Maximal altitud           | 9 430 m                                        | 8 100 m                                        | 9 000 m                                                                                                  | 7 500 m                                                        |
| Stigförmåga               |                                                | 3 000 m på 8,8 min                             | 3 000 m på 14 min                                                                                        | 3 000 m på 13,6 min                                            |
| Kraft/viktförhållande     |                                                |                                                | |                                                                |
| Elektronik                |                                                |                                                | |                                                                |
| Elektronik                |                                                |                                                | |                                                                |
| Beväpning                 |                                                |                                                | |                                                                |
| Kanoner / kulsprutor      | 1x7,92mm MG 17 (framåt) 1x7,92 mm MG15 (bakåt) | 2x7,92mm MG 17 (framåt) 1x7,92mm MG 15 (bakåt) | 2x7,92mm MG 17 (framåt) 1/2x7,92mm MG 81Z (bakåt) Vapenbalkar med 12x7,92mm MG 81 eller 4x20mm MG 151/20 | 2x7,92mm MG 17 2x37mm BK 37 (framåt) 1x2/7,92mm MG 81Z (bakåt) |
| Bomber                    | 250 kg                                         | 500 kg vanligen: 1x250 kg + 4x50 kg            | 1 800 kg vanligen: 1x500/1 000 kg + 4x50 kg                                                              |                                                                |
| Robotar                   |                                                |                                                | |                                                                |
| Raketer                   |                                                |                                                | |                                                                |
| Övrigt                    |                                                |                                                | |                                                                |

## Etymologi
Stuka är en kontraktion av Sturzkampfflugzeug; på svenska störtbombare.

## Användes av
- Bulgarien
- Italien
- Kroatien
- Rumänien
- Slovakien
- Tyskland
- Ungern